# Obereopsis subterrubra
Obereopsis subterrubra är en skalbaggsart som beskrevs av Stefan von Breuning 1950. Obereopsis subterrubra ingår i släktet Obereopsis och familjen långhorningar. Inga underarter finns listade i Catalogue of Life.